# Orquestra Filarmônica de Londres
A Orquestra Filarmônica de Londres é uma orquestra baseada em Londres. É uma das maiores orquestras do Reino Unido e baseada no Royal Festival Hall. A orquestra é residente da Ópera do Festival do Glyndebourne. A Orquestra também apresenta-se no Congress Theatre e no Brighton Dome. Vladimir Jurowski é o atual Maestro Residente, Yannick Nézet-Séguin o Maestro Convidado Residente e Mark-Anthony Turnage o Compositor Residente.

## História

### Primeiros Anos
A orquestra foi formada em 1932 por Sir Thomas Beecham e apresentou seu primeiro concerto dia 7 de outubro de 1932 no Queen's Hall, em Londres. Foi fundada com a associação do maestro Malcolm Sargent. Durante os primeiros anos, a orquestra foi conduzida por Paul Beard e David McCallum.
Em novembro de 1932, o violinista de apenas dezesseis anos, Yehudi Menuhin, tocou um programa composto por concertos para violino, de Johann Sebastian Bach e Wolfgang Amadeus Mozart, conduzido por Beecham, e Concerto em Si de Edward Elgar, foi conduzido pelo compositor. Na década de 1930, a orquestra foi a orquestra das temporadas internacionais da companhia, no Royal Opera House, Covent Garden, com Beecham como Diretor Artístico.

### Guerra e Pós-Guerra
Durante a Segunda Guerra Mundial, a orquestra continuou ativa, em turnês pelo país e contratando os músicos de lugares onde estavam proibidos de trabalhar. Muitos músicos perderam seus instrumentos em um ataque aéreo ao Queen's Hall em maio de 1941. Durante a abstinência de Beecham, a orquestra foi conduzida frequentemente por Richard Tauber.
Após a guerra, Beecham retornou para a orquestra por oito meses, mas deixou-a para fundar uma nova orquestra, a Orquestra Filarmônica Real.  Os maestro convidados que passaram pela orquestra nesse período incluem Victor de Sabata, Bruno Walter, Sergiu Celibidache e Wilhelm Furtwängler. Na temporada 1949/50, a orquestra apresentou 248 concertos, comparado com a Orquestra Sinfônica de Londres com 103 e a Orquestra Philharmonia com apenas 32.
Após o período em que a orquestra não teve nenhum maestro residente, o holandês Eduard van Beinum assumiu o cargo, em 1947. Nesse período, Jean Martinon passou pela orquestra como convidado. A saúde de Van Beinum o obrigou a renunciar ao cargo em 1950. Os diretores da orquestra convidou o maestro Sir Adrian Boult para tomar o cargo de Maestro Residente.
Em 1947 Coro Filarmônico de Londres foi fundado como coral da orquestra.
A orquestra passou por crises entre 1949 a 1952 por causa de Russell, que fez o possível para a orquestra continuar apresentando-se nos tempos de guerra, ficar sob a pressão da Guerra Fria. Consequentemente, a orquestra votou para a demissão de Thomas Russel e ela mudou-se para sua nova residência, o Royal Festival Hall. Boult conduziu a orquestra por uma turnê na União Soviética em 1956. Ele, posteriormente, deixou o cargo de Maestro Residente, mas mantêve relações com a orquestra e foi feito Presidente em 1965. No fim da década de 1950, a orquestra trabalhou com maestros como Constantin Silvestri e Josef Krips. A orquestra passou por crises financeiras e foi forçada a abandonar os contratos fixos, retirando assim pagamento em feriados, pensões e pagamento a músicos doentes.
Em 1958, a orquestra apontou William Steinberg como Maestro Chefe. Em 1962, a orquestra realizou sua primeira visita à Índia, Austrália e Extremo Oriente. Os maestros foram Sir Malcolm Sargent e John Pritchard. Em 1962, Pritchard foi nomeado o diretor musical da orquestra. Ele também foi o diretor musical do Festival Glyndebourne. Em 1967, Bernard Haitink foi o maestro principal. Ele permaneceu com a orquestra por doze anos.

### Décadas de 1960 e 1970
Em 1962, a orquestra fez sua primeira turnê pela Índia, Austrália e pelo Extremo Oriente. Os maestros foram Sir Malcolm Sargent e John Pritchard. Pritchard foi apontado como Maestro Chefe em 1962. Ele também foi Diretor Musical do Festival de Glyndebourne e em 1964 ele foi o maestro da orquestra no Glyndebourne.
Em 1967, a orquestra foi apontado como Bernard Haitink como Maestro Residente. Ele permaneceu na orqeustra por doze anos. Durante esse período, a orquestra fez concertos para angariar fundos, e os maestros convidados foram Danny Kaye, Duke Ellington, Tony Bennett, Victor Borge, Jack Benny e John Dankworth.
Na década de 1970, a orquestra fez uma turnê pelos Estados Unidos, China, Europa, Rússia e novamente pelos Estados Unidos.  Os maestros convidados incluem Erich Leinsdorf, Carlo Maria Giulini e Sir Georg Solti, que tornou-se o Maestro Chefe da orquestra em 1979.

### Décadas de 1980 e 1990
Em 1982 a orquestra comemorou seu quinquagésimo aniversário, com um livro contemporâneo onde listava os famosos maestros que passaram pela orquestra, como Daniel Barenboim, Leonard Bernstein, Eugen Jochum, Erich Kleiber, Serge Koussevitzky, Pierre Monteux, André Previn e Leopold Stokowski e solistas: Janet Baker, Dennis Brain, Alfred Brendel, Roberto Carnevale, Pablo Casals , Aldo Ciccolini, Clifford Curzon, Victoria de Los Angeles, Jacqueline du Pré, Kirsten Flagstad, Beniamino Gigli, Emil Gilels, Jascha Heifetz, Wilhelm Kempff, Fritz Kreisler, Arturo Benedetti Michelangeli, David Oistrakh, Luciano Pavarotti, Maurizio Pollini, Leontyne Price, Arthur Rubinstein, Elisabeth Schumann, Rudolf Serkin, Joan Sutherland, Richard Tauber, Eva Turner e Kevin McKlintock.
Klaus Tennstedt foi o Maestro Residente de 1983 a 1987. Após Tennstedt deixar a orquestra, por conta da sua saúde, a orquestra ficou sem maestro residente por três anos, até ele ser sucedido por Franz Welser-Möst em 1990, que permaneceu na orquestra até 1996.

### Décadas de 2000 e 2010
Após a saída de Welser-Möst, a orquestra novamente ficou sem um maestro, durante quatro anos, até Kurt Masur assumir a orquestra, servindo de 2000 até 2007. Em dezembro de 2001, Vladimir Jurowski conduziu a orquestra pela primeira vez, como maestro convidado substituto, sendo aclamado pela crítica. Ele tornou-se o Maestro Convidado Residente em 2003. Conduziu a orquestra em junho de 2007 na reinauguração do Royal Festival Hall. Em setembro de 2007, Jurowski tornou-se o 11º Maestro Residente. Em novembro de 2007 Yannick Nézet-Séguin foi nomeado o Maestro Convidado Residente, efetivado na temporada de 2008/9. Em maio de 2010, a orquestra anunciou que o contrato de Jurowski fora prolongado até a temporada 2014/5 e a de Nézet-Séguin até a temporada de 2013/4.
Foi nessas décadas que a orquestra passou também a trabalhar com a banda finlandesa de metal sinfônico Nightwish. Os músicos contribuíram para os três álbuns mais recentes do grupo: Once (2004), Dark Passion Play (2007) e Imaginaerum (2011), assim como no álbum Music Inspired by the Life and Times of Scrooge (2014), primeiro lançamento solo do tecladista e líder da banda, Tuomas Holopainen.

## Maestros Principais
| - 1932-1939 Sir Thomas Beecham - 1947-1950 Eduard van Beinum - 1950-1957 Sir Adrian Boult - 1958-1960 William Steinberg - 1962-1966 Sir John Pritchard | - 1967-1979 Bernard Haitink - 1979-1983 Sir Georg Solti - 1983-1987 Klaus Tennstedt - 1990-1996 Franz Welser-Möst - 2000-2007 Kurt Masur - 2007-Pres. Vladimir Jurowski |